# Alexandru Curtianu
Alexandru Curtianu, né le 11 février 1974 à Chișinău en Moldavie, est un footballeur moldave, devenu entraîneur à l'issue de sa carrière, qui évoluait au poste de milieu de terrain. 
Il compte 38 sélections et 2 buts en équipe nationale entre 1994 et 2002.

## Biographie

### Carrière de joueur
Au cours de sa carrière, il remporte six championnats de Moldavie, deux championnats de Pologne, et enfin une Coupe de Russie.
Il dispute un total de six matchs en Ligue des champions. Il inscrit en juillet 1997 un but face au club azerbaïdjanais du Neftchi Bakou.

### Carrière internationale
Alexandru Curtianu compte 38 sélections et 2 buts avec l'équipe de Moldavie entre 1994 et 2002. 
Il est convoqué pour la première fois par le sélectionneur national Ion Caras pour un match amical contre les États-Unis le 16 avril 1994 (1-1). Par la suite, le 7 juin 1995, il inscrit son premier but en sélection contre l'Albanie, lors d'un match des éliminatoires de l'Euro 1996 (défaite 3-2). Il reçoit sa dernière sélection le 27 mars 2002 contre la Hongrie (défaite 2-0).

## Palmarès

### En club
- Avec le Zimbru Chișinău :
  - Champion de Moldavie en 1992, 1993, 1994, 1995 et 1996

- Avec le Widzew Łódź :
  - Champion de Pologne en 1997

- Avec le Zénith Saint-Pétersbourg :
  - Vainqueur de la Coupe de Russie en 1999

### Distinctions personnelles
- Footballeur moldave de l'année en 1993 et 1998